# Randy Phillips

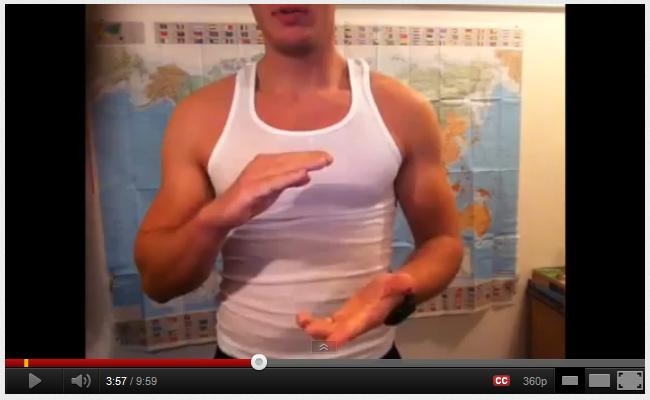
Randy Phillips aparecendo no YouTube em 6 de setembro de 2011

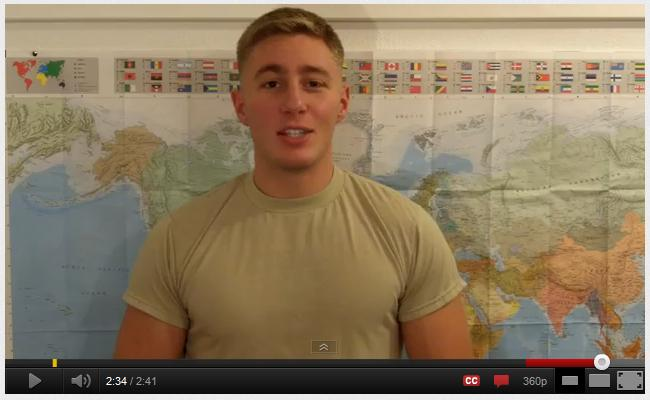
Randy Phillips aparecendo no YouTube em 29 de outubro de 2011

Randy Phillips (8 de maio de 1990), é um estadunidense que usou redes sociais enquanto servia a United States Air Force para assumir sua homossexualidade nos meses finais da política militar americana de Don't ask, don't tell (DADT), que proibia o serviço militar por parte de pessoas abertamente homossexuais. Realizando uma campanha de cinco meses na Internet sob o pseudônimo de "AreYouSuprised", Phillips buscou apoio para se assumir documentado o seu processo, que incluia uma série de anúncios pessoais para diversas pessoas, incluindo seu pai e sua mãe, bem como a descoberta acidental de sua presença anônima na web  por seus colegas de trabalho nas forças armadas.
Houve uma onda de postagens de vídeo quando a política anti-homossexual militar terminou, com muitos apontando para Phillips como modelo ou inspiração. O momento de suas revelações para a sua família no fim de restrições dos militares em serviço  homossexuais fez, na estimativa de um jornalista, "o garoto-propaganda para a revogação da DADT" Outro escreveu: "Phillips usou magistralmente as mídias sociais ao  tempo  para colocar-se no centro de uma história de sucesso dos direitos civis."

## Antecedentes
Nascido Steven Randy Phillips, em Eclectic, Alabama, em 8 de maio de 1990, Phillips se formou na Elmore County High School em maio 2008 e alistou-se por seis  anos na Força Aérea dos EUA em 17 de março de 2009. Na época, os militares norte-americanos homossexuais eram autorizados a servir sob o regime do "Não pergunte, Não Responda" estabelecido em 1993, que limitava o serviço para homossexuais que não revelassem sua orientação sexual, sendo a lei que revoga a política promulgada em dezembro de 2010, embora esta permitisse um período de adequação do governo.  A data em que os homossexuais poderiam servir abertamente nas Forças Armadas permaneceu incerta, e esforços do Congresso para impedir a mudança na política de entrar em vigor continuou durante a primavera de 2011.

## Campanha de mídia social
Embora implantado no Sudoeste da Ásia em abril de 2011, Phillips, um aviador Sênior desde 15 de março, ficou determinado a revelar sua homossexualidade. Para buscar o apoio, ele lançou uma campanha de mídia social postando vídeos no YouTube e mensagens no Twitter, sob o título anônimo de "AreYouSuprised." Ele se descreveu como um "militar enrustido, usando as mídias sociais para construir a coragem de se assumir para a família, minha namorada, amigos e colegas de trabalho."  A conta do Twitter identificado como "Apenas um GI médio, que acabou por ser gay."  Em uma série de treze vídeos publicados nos seguintes cinco meses, ele pediu ao público para  conselhos e encorajamento. A motivação por trás de sua campanha de mídia social foi a de conseguir apoio para ajudar a assumir-se, tendo ele descrito como "egoísta". Outra motivação foi a de partilhar sua experiência para que outros homossexuais enrustidos pudessem aprender com ele 
Em suas postagens do YouTube e Twitter, ele revelou apenas informações gerais sobre sua identidade e filmou a si próprio de modo que apenas seu torso sem cabeça pudesse ser visto. Ele deu várias estimativas do tempo que  pensou que seria necessário para completar o seu processo de saída do armário, terminado em assumir para sua família até o final de 2012.

### Postagens
Em seu vídeo postado inicial a partir de um local não revelado, no sudoeste da Ásia  em 18 de abril, ele disse que "pode demorar um ano ou mais para que finalmente possa terminar o que comecei", descrevendo-se como "cem por cento dentro do armário" e disse: "O ponto principal deste vídeo é me assumir. Isso ainda é muito difícil de dizer".
 Apesar de sempre dizendo que ele sabia que ele era "diferente " quando ainda estava na escola primária, "muito novo”,  ele descreveu sua antiga crença de que suas inclinações homossexuais representavam uma fase, uma visão que ele ainda possuía quando ingressou na Força Aérea. Quando enviado para a Europa em 2010, ele descobriu que a homossexualidade na Alemanha "era completamente diferente da dos Estados Unidos...mais aceita" e que mudou a visão de si mesmo: "quando você vê as coisas...você meio que vê onde você se encaixa na sociedade".
Ele lutou para descrever a sua auto-aceitação, observando que a escolha de ser heterossexual seria "mais fácil de todas as maneiras", enquanto que a homossexualidade significava "ir contra a corrente”. Ele observou as atitudes negativas em relação à homossexualidade na área onde ele cresceu e no serviço militar, mas terminou seu relato: "Não é uma escolha. É a maneira como eu nasci e é um grande obstáculo." Sua preocupação focada na reação de seus pais: "Eu desejo que isso não seja algo que não seja esperado de mim.  Eu desejo ir para frente com o que meus pais planejaram para mim, mas não naquilo que eles pensaram que eu seria”.
Phillips utilizava locais isolados para vários dos vídeos ele postou do sudoeste da Ásia, incluindo um bunker e dentro de um ônibus. Ele gravou outros ao ar livre, sempre atento para se certificar de que ninguém estava chegando ou estava ouvindo o que ele falava.
Discutindo a revogação da DADT no contexto do movimento americano pelos direitos civis, Phillips disse revogação da DADT foi "um passo enorme nos direitos civis americanos e...houve coisas maiores, como a abolição da escravidão, o direito das mulheres ao voto, o fim da segregação, mas este é o maior de nossa geração." Ele relatou o medo de outro piloto enrustido de revelar sua orientação sexual, e relatou suas próprias falhas repetidas para acompanhar, através de prazos auto-impostos, assumir-se para um amigo.  Ele discutiu seus posts no YouTube com um outro militar enrustido, embora, em suas observações posteriores Phillips marcou que nunca havia dividido sua homossexualidade com outro militar. Alertado pelas perguntas do recruta, ele percebeu que seu uso das mídias sociais poderia representar uma tentativa de "subconsciente" para permitir que outros descobrissem sua sexualidade por conta própria e poupá-lo da decisão de se assumir.
Em 5 de junho, informou através de um vídeo que ele tinha se confessado para um um membro das forças armadas no final de maio. Depois de reagir de maneira desrespeitosa após o uso casual da palavra "bicha" em seu grupo de trabalho, ele pediu desculpas no dia seguinte em particular ao seu supervisor imediato na Força Aérea e lhe disse que ele era gay. Mais tarde, ele escreveu no Twitter: "Tem sido meio estranho desde que eu disse ao meu chefe, mas ele me chamou de bicha cerca de duas vezes desde então.” Em 7 de julho contou para um amigo e colega aviador que reagiu positivamente. Phillips postou um vídeo da conversa imediatamente, embora ele não tenha dito ao amigo que sua resposta esteve publicamente disponível no YouTube por mais um mês.
Em 22 de julho de 2011, militares dos EUA e funcionários do governo definiram o início da nova política permitindo que gays e lésbicas a servirem abertamente a partir de 20 de setembro. Quando Phillips discutiu o anúncio em um vídeo, ele ainda estava se preocupando em assumir para um colega de trabalho, que sem saber da homossexualidade de Phillips, disse que "não trabalhar bem com gays."  
Em 12 de agosto, Phillips postou três vídeos de uma banda que visitou sua divisão e tocou para um um pequeno grupo de membros do serviço militar. Estes vídeos receberam mais de 17.000 visualizações durante a noite, um nível de atividade muito além das centenas de postagens vistas de Phillips somadas. Quando os colegas de Phillips no trabalho descobriram as apresentações de música em um canal do YouTube dedicado a DADT  sobre um recruta que estava saindo do armário, ele saiu da sala enquanto assistiam a suas postagens anônimas. Quando voltou, foi recebido com aplausos e parabenizações. Mais tarde, ele relatou: "Um monte de pessoas estavam OK com isso. Um grupo ainda maior de pessoas estavam muito mais que bem com isso." Ele também relatou que ele se assumido para sua  namorada no Alabama, e que queria "fazer a coisa certa". Enquanto a DADT permanecia em vigor, ele prometeu mostrar seu rosto "Quando eu ficar confortável."

## Postagens alemãs
Com o fim da DADT próximo, Phillips e sua unidade retornou do Sudoeste da Ásia para ficarem na Base Aérea de Ramstein na Alemanha. Ele antecipou que o dia seguinte ao fim da DADT não seria incomum: "eu não vou ter uma parada...Vai ser como qualquer outro dia". Em 14 de Setembro  ele postou uma contribuição de vídeo para o It Gets Better Project   e, ainda escondendo o rosto, disse que ele tinha sido "muito feliz ultimamente."  Em 18 de setembro, Phillips participou do Festival anual Gay em Munique na Oktoberfest.
Na noite de 19 de setembro, quando já era madrugada de 20 de setembro na Alemanha, Phillips telefonou para seu pai, no Alabama, a quem não via há um ano  Após alguns minutos, Phillips disse: "Pai, eu sou gay eu sempre fui...Eu sei disso...desde sempre." Phillips, em seguida, perguntou ao pai "Será que você ainda me ama?"  e seu pai respondeu: "...eu ainda te amo, filho Sim, eu ainda te amo". Ele postou um vídeo mostrando o seu lado da conversa, bem como a voz de seu pai minutos depois, com o subtítulo:"Eu chamei meu pai para lhe contar a coisa mais difícil que os caras gays terão que dizer." 
A NPR disse: "O vídeo é dramático e, obviamente, atingiu um recorde: nesta tarde [20 de setembro], já tinha sido visto por mais de 65.000 vezes”. O video tinha sido visto mais de 4,6 milhões de vezes por volta de 29 de setembro, sendo destaque na página principal do Its Get Better Project, e disponibilizados em uma variedade de sites de notícias estrangeiros.
Quando o pai de Phillips soube que seu filho tinha disponibilizado a conversa no YouTube, ele ficou surpreso e não contente, mas disse que não havia alterado seus sentimentos. Em entrevista à ABC News em 21 de setembro, Phillips disse: "Eu me sinto ótimo. É bom não ter que olhar por cima do ombro ou se preocupar com quem você está falando. Eu nunca pensei que iria ser tão confortável...Todo mundo tem sido maravilhoso.” tão grande." 
Os comentários postados no YouTube foram muito favoráveis, mas um comentador notou algum tom de homofobia. Um comentário, por exemplo, dizia:"Você precisa estar preso por molestar crianças". Os comentários mais típicos encontrados eram elogios: "A coragem e sinceridade com que você expôs seu coração para o mundo e, especificamente, o seu atributo de excelência humana, o desejo de ser amado, combinado com suas virtudes óbvias, e a natureza da sua ocupação, fizeram-lhe um modelo raro e exemplar não apenas para bissexuais, gays, transgêneros e jovens norte-americanos, mas para quem nunca questionou as normas do mundo, ou convicções de sua área de segurança."  Nos dias seguintes, outros militares em serviço marcaram o fim da DADT, revelando publicamente a sua homossexualidade , alguns através das mídias sociais, incluídos alguns que estavam em relacionamentos de longo prazo ou em casamentos.
Phillips falou com sua mãe poucos minutos após a sua chamada para seu pai. A conversa foi mais difícil. Em um video: "Durante o vídeo emocional de 21 minutos Phillips é recebido com silêncio. Sua mãe finalmente pergunta." Quando isso aconteceu? " ao que ele responde "Eu sempre soube - sempre, sempre, sempre soube". Phillips publicou o vídeo da conversa em 29 de setembro.

### Imprensa
Avaliações de Imprensa atribuiu o impacto de vídeos Phillips devido a cobertura de notícias e de outros que usaram a mídia social para anunciar sua homossexualidade abertamente. Outro escreveu que "Phillips apresenta-se como um jovem pensativo, de pés no chão. Ele é franco sem ser tímido ou com uma queda pelo confrontamento."  De acordo com um escritor de The Atlantic, "nenhuma única história apareceu após a revogação do DADT como a que Phillips tem."
Alguns tinham reservas sobre a decisão de Phillips para tornar suas conversas com seus pais públicas. Mary Elizabeth Williams em Salon descreveu os vídeos como tendo um aspecto de "emboscada"  e pensou  "o drama das reações espontâneas da  família dele  é mitigado pela intromissão implícita de compartilhá-los com o mundo."  outro escritor observou que era mais fácil para Phillips falar honestamente de sua sexualidade a seu pai do que para anunciar "Pai eu tenho lavado minha roupa (suja) na Internet há meses, e você está prestes a se colocar no meio dela."

## Ultimas
Phillips continuou sua militância pelos direitos dos gays postando vídeos de apoio para o  It Gets Better Projeto  e o National Coming Out Day.   Sua história se repetiu na cobertura noticiosa do primeiro aniversário da revogação da DADT em dezembro de 2011, e nas retrospectivas de fim de ano das TVs em 2011. Quando Andrew Sullivan elogiou o progresso do ano em direitos civis para os homossexuais, ele usou uma imagem de Phillips no telefone com seu pai para ilustrar  "gays, suas famílias e amigos em atos diários de coragem e franqueza debatendo.” 
Quando o YouTube incluiu vídeo Phillips assumindo-se para seu pai na sua lista dos "Top Videos de 2011", a CBS News descreveu como "um dos melhores exemplos de humanidade transmitido para a comunidade num site de vídeo." 
Em janeiro de 2012, Phillips mudou a ênfase de suas atividades de mídia social para apresentar uma imagem mais completa de si mesmo do seu projeto inicial de assumir sua sexualidade, para "mostrar ao mundo que eu sou apenas um cara normal chato estadunidense de sangue vermelho sem nada especial."  Em 22 de janeiro, ele anunciou sua participação na edição de junho da  “AIDS / LifeCycle 2012”, um passeio de bicicleta 545-milhas de São Francisco até  Los Angeles, que levanta fundos para apoiar os serviços prestados pelo Los Angeles Gay and Lesbian Center e o pelo San Francisco AIDS Foundation.